# Utxesa
Utxesa és una entitat del municipi de Torres de Segre, al Segrià, a 5 km al sud del seu cap, a la riba de l'embassament d'Utxesa o de Secà, nodrit per les aigües del canal de Seròs.
Restes de la torre sarraïna dita de Burgxesa.